# Vatica badiifolia
Vatica badiifolia är en tvåhjärtbladig växtart som beskrevs av Peter Shaw Ashton. Vatica badiifolia ingår i släktet Vatica och familjen Dipterocarpaceae. Inga underarter finns listade i Catalogue of Life.